# Un pericolo insolito
Un pericolo insolito (in inglese, Uncommon Danger) è un romanzo di spionaggio dell'autore britannico Eric Ambler, edito nel 1937.
In italiano è stato tradotto per la prima volta da Leo Goldschmied nel 1953.

## Trama
Desmond Kenton, giornalista britannico sull'orlo del baratro dopo aver perso tutto al gioco, sale a Norimberga su un treno diretto a Vienna. Durante il viaggio fa la conoscenza di Sachs, un uomo losco che lo coinvolge in un accordo: portare una misteriosa busta oltreconfine in un hotel di Linz in cambio di 600 marchi. Giunto all'hotel indicatogli, tuttavia, scopre Sachs assassinato e si ritrova sospettato dell'omicidio. Kenton si rende anche conto che Sachs non era altri che una spia doppia russa in fuga con le fotografie dei piani di un possibile attacco della Russia alla Bessarabia, regione contesa con la Romania e ricca di petrolio, e la cui diffusione potrebbe fomentare l'anticomunismo in Romania, rafforzare il potere della Guardia di Ferro e permettere un'alleanza con la Germania nazista. 
Mentre è braccato dalla polizia, si mettono alla ricerca di Kenton due fazioni senza scrupoli — da un lato il sicario Stefan Saridza (chiamato anche "Colonnello" Robinson), assunto da una compagnia petrolifera britannica nella speranza di manipolare la situazione in Romania, e dall'altro gli agenti sovietici Andreas Zaleshoff e la sorella Tamara. Kenton viene catturato e torturato nella villa di Saridza, finché Zaleshoff non riesce a salvarlo. Dopo una rocambolesca fuga notturna, attraversa il confine verso la Cecoslovacchia scavando un tunnel. Lui e Zaleshoff tentano quindi un raid per recuperare i negativi, ma vengono imprigionati in una camera vulcanizzante in una fabbrica di cavi elettrici. Da qui riescono a fuggire all'ultimo minuto. 
Alla fine, Kenton riesce a entrare insieme a Zaleshoff in un ufficio fotografico controllato dagli uomini di Saridza, distruggere negativi e nel climax sparare a Mailler (l'aiutante del sicario Saridza) che muore, mentre Saridza, sconfitto, cede le foto: Kenton, libero dagli inseguitori e dalla polizia, pur desideroso di vendetta, decide di lasciarlo andare, dimostrando come un uomo qualunque, travolto da oscure trame economico-politiche, sia capace di crescere moralmente e riappropriarsi della propria autonomia.

## Edizioni
- Eric Ambler, Un pericolo insolito, traduzione di Leo Goldschmied, Milano, Garzanti, 1953.